# Rolandas Jonikaitis
Rolandas Jonikaitis (* 3. Juli 1962 in Pagėgiai) ist ein litauischer Politiker, Bürgermeister.

## Leben
Nach dem Abitur 1980 an der Mittelschule Pagėgiai absolvierte er 1985 das Diplomstudium der Veterinärmedizin an der Lietuvos veterinarijos akademija.
1985 arbeitete er im Vilkyškiai-Sowchos (jetzt Gemeinde Pagėgiai) als Tierarzt und 1987 im „Ąžuolo“-Kolchos im Rajon Kapsukas, ab 1988 in Padovinys. Von 2007 bis 2008 war er Bürgermeister von Marijampolė.
Ab 2001 war er Mitglied von Liberalų demokratų partija, danach von Tvarka ir teisingumas.